# Termatomiris
Termatomiris is een geslacht van wantsen uit de familie van de Miridae (blindwantsen). Het geslacht werd voor het eerst wetenschappelijk beschreven door Mohammed Sultan Khan Ghauri in 1975.

## Soorten
Het genus is monotypisch en bevat alleen de volgende soort:

- Termatomiris proboscidocoris Ghauri, 1975